# Wilhelm Ludwig Christiansen
Wilhelm Ludwig Christiansen (* 1920 in Flensburg; † 31. März 2011) war ein deutsch-dänischer Heimatforscher, Stadtführer und Schriftsteller sowie Politiker des Südschleswigschen Wählerverbandes (SSW) und der Sozialdemokratischen Partei Flensburg (SPF).

## Werdegang
1946 trat Christiansen eine Stelle als Büroleiter im Gewerkschaftshaus an. Die politische Karriere des Angehörigen der dänischen Minderheit begann im selben Jahr im selben Haus. Zunächst trat er in die SPF ein, einer Flensburger Abspaltung der Sozialdemokratischen Partei Deutschlands, die sich nach dem Zweiten Weltkrieg für die Wiedervereinigung Dänemarks mit dem nach der Volksabstimmung von 1920 verlorenen Landesteils Südschleswig einsetzte. 1948 engagierte sich Christiansen gleichzeitig als Gründungsmitglied im SSW und übernahm dort den Posten als erster Landesgeschäftsführer. Als letzter lebender Augenzeuge erlebte er nach der Bundestagswahl 1949 unter der Mitarbeit des bisher einzigen SSW-Bundestagsabgeordneten, Hermann Clausen, die Konstituierung des 1. Deutschen Bundestages. Für den SSW trat er in späteren Jahren noch als Gemeinderatsmitglied, Abgeordneter im Kreistag von Nordfriesland und Ratsherr im Flensburger Stadtrat in Erscheinung.
Neben seiner politischen Arbeit im SSW, die bis in die 1970er-Jahre anhielt, arbeitete Christiansen als Zeitungskommentator und Stadtführer in Flensburg. Noch im Alter von 69 Jahren schrieb er sich an der Universität Odense ein und begann in seinem 70. Lebensjahr, Bücher zu schreiben, die sich unter anderem mit der Mischsprache Petuh, der Muttersprache seiner Mutter, beschäftigen. Unter anderem veröffentlichte er 2003 mit dem Petuh-ABC das erste Wörterbuch dieser Flensburger Stadtsprache.

## Schriften (Auswahl)
- Mit brogede politiske liv. Padborg Boghandel, Padborg 1990, ISBN 87-89178-08-4 (dänisch).
- Meine Geschichte der Sozialdemokratischen Partei Flensburg. Sozialdemokraten zwischen Deutsch und Dänisch 1945–1954. Padborg Boghandel, Padborg 1993, ISBN 87-89178-12-2.
- Die schwierige Wahl des Flensburger Oberbürgermeisters am 3. Februar 1972. Flensburg 1998, ISBN 3-00-005026-4.
- Petuh-ABC. 1. Auflage. Mohland Verlag D. Peters. Nachf., Goldebek 2003, ISBN 3-936120-46-3.
- Krischan un szein Onkel Hannes. Ein neuer ein auf petuh. 1. Auflage. Mohland Verlag D. Peters. Nachf., Goldebek 2004, ISBN 3-936120-70-6.
- Aufchepickt. Noch ein neuer ein auf petuh. Cheszehn, cheleszn un chehört, lustiches, aber auch achtersinniches. 1. Auflage. Mohland Verlag D. Peters. Nachf., Goldebek 2008, ISBN 978-3-86675-062-3.